# Петропавловский (Дмитровский район)
Петропа́вловский — посёлок в Дмитровском районе Орловской области. Входит в состав Столбищенского сельского поселения.
Население на 2010 год — 0 чел.

## География
Расположен в 15 км к северо-востоку от Дмитровска на правом берегу реки Неруссы. Высота населённого пункта над уровнем моря — 234 м.

## История
В 1926 году в посёлке было 19 хозяйств крестьянского типа, проживало 100 человек (46 мужского пола и 54 женского). В то время Петропавловский входил в состав Обратеевского сельсовета Волконской волости Дмитровского уезда Орловской губернии. Позже передан в Столбищенский сельсовет. С 1928 года в составе Дмитровского района. В 1937 году в посёлке был 21 двор. Во время Великой Отечественной войны, с октября 1941 года по август 1943 года, находился в зоне немецко-фашистской оккупации (территория Локотского самоуправления). Освобождён 12 августа 1943 года 55-й стрелковой дивизией 70-й армии. Останки солдат, погибших в боях за освобождение Петропавловского, после войны были перезахоронены в братской могиле села Столбище.

## Население
| 1979 | 2002 | 2010 |
| ---- | ---- | ---- |
| 25   | ↘16  | ↘0   |